# 津山线 (日本)
津山線（日语：／ Tsuyama sen */?）是一條連結日本岡山縣岡山市北區的岡山站至津山市的津山站，屬於西日本旅客鐵道（JR西日本）的鐵路線（地方交通線）。使用的路線顏色是山吹色（■），路線記號是T
津山線和因美線一同構成日本中國地方的陰陽聯絡線，過去在岡山車站至鳥取車站之間在此段路線上曾開設急行「砂丘」的優等列車，但是在1994年智頭急行智頭線通車後，津山線在陰陽連絡線的功能被智頭線的特急列車取代，成為都市間連絡線。目前全線由西日本旅客鐵道中國統括本部管轄。
本縣在岡山站至法界院站間屬於IC乘車卡「ICOCA」的使用範圍。

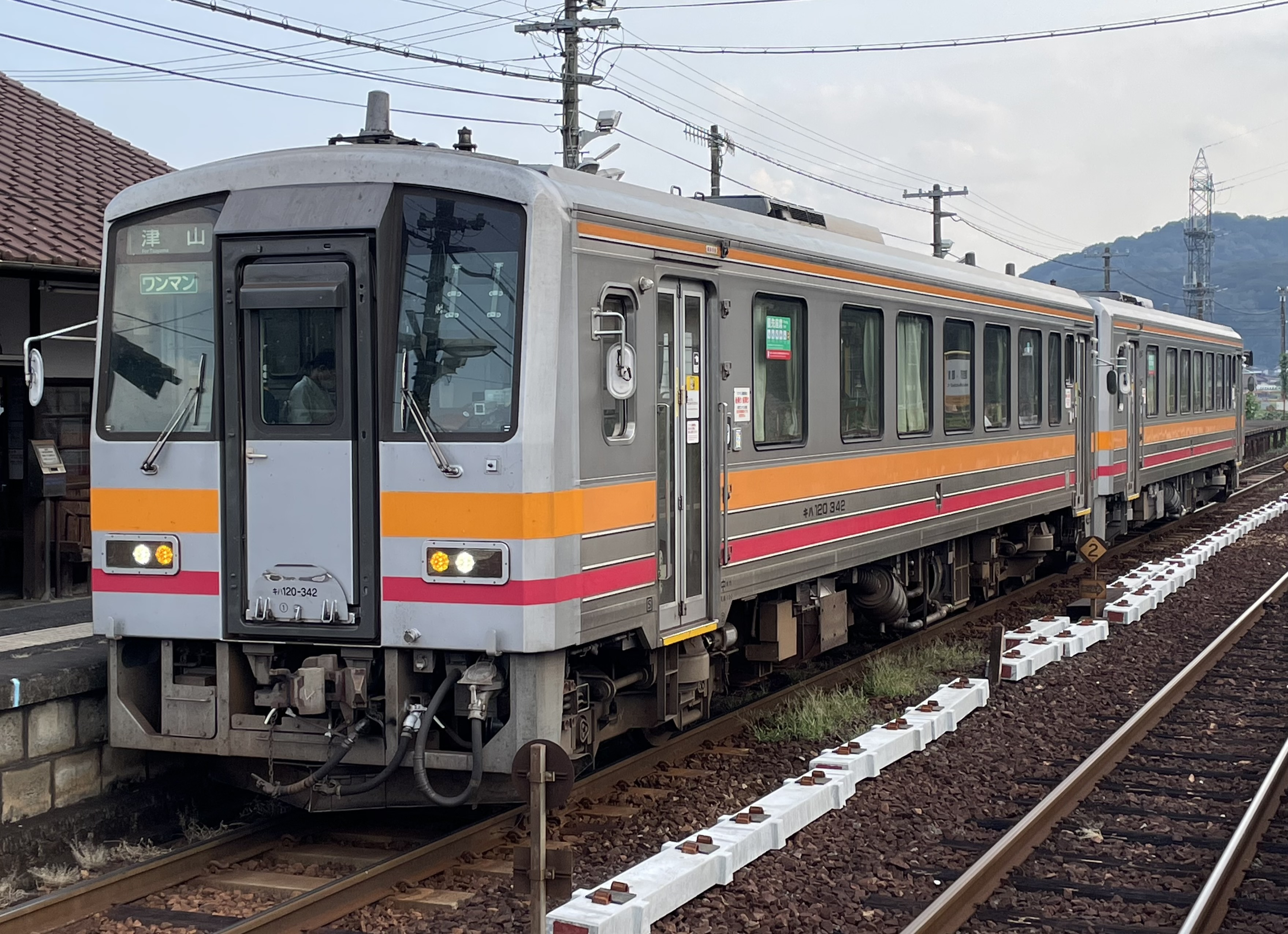
津山線使用的KiHa 120型柴聯車 (2023年9月)

## 路線資料
- 管轄（事業類別）：西日本旅客鐵道（第一種鐵道事業者）
- 路線距離（營業距離）：58.7公里
- 軌距：1067毫米
- 站數：17個（包括起終點站）
  - 若只限屬於津山線的車站，排除屬於山陽本線的岡山站與屬於姬新線的津山站[4]則為15個。
- 複線路段：沒有（全線單線）
- 電氣化路段：沒有（全線非電氣化（日语：非電化））
- 閉塞方式：自動閉塞式（特殊）
- 最高速度：95公里/小時
- 運轉指令所（日语：運転指令所）：岡山綜合送指令所津山派出
- 平均通過人員（日语：輸送密度）（人/日）[5]
  - 1987年度：4,542
  - 2014年度：3,673

## 運行形態
目前全線列車都是行駛於岡山車站與津山車站之間，每天有往返各約七至八班的快速列車，普通車則是約一至兩小時一班，都採用一人控制方式運作；在岡山車站與津山車站雖然可以分別與山陽本線、宇野線、吉備線、因美線、姬新線相接，但目前都沒有可以直通運行的列車。

## 歷史
過去在19世紀時，現在的岡山市與津山市之間由於地形的險峻，主要靠在旭川或吉井川上航行的高瀨舟往返，因而在1896年成立了中國鐵道，開始興建連結岡山市至津山的鐵路，此段路線最初名為「中國鐵道本線」，於1898年通車開始營運。
通車時的路線起點「岡山市車站」位於現在的岡山站北側，直到1904年路線才接入了岡山車站；終點「津山車站」是位於現在的津山口車站，1923年政府興建的「作備線」（現在的姬新線東段）完成，並以中國鐵道本線的「津山車站」為最西端終點，但同時也在津山市區南側建立了新的津山車站，原本的中國鐵道的「津山車站」因而更名為「津山口車站」。
在最初的規劃中，此路線還會在津山轉往西至勝山町（位於現在的真庭市），再往北進入鳥取縣根雨町（位於現在的日野町）並接至米子町（現在的米子市）；但在至津山的路段完成後，中國鐵道由於資金因素放棄了後面的路線，之後改由政府興建現在的姬新線和伯備線。
1944年中國鐵道的鐵道事業因日本政府的強制收買成為國有鐵路的路線，同時也將津山口車站至津山車站的路段併入此路線，定名為「津山線」。
1962年日本國鐵利用津山線和因美線開設了往返岡山車站至鳥取車站的準急行列車「砂丘」，1966年升格為急行列車；但在1994年智頭急行智頭線通車後取代了津山線和因美線的功能，急行列車「砂丘」便在1997年停駛。
1987年配合國鐵分割民營化隸屬西日本旅客鐵道。

## 車站列表
- 停靠站
  - 普通 …停靠所有車站
  - 快速「壽」… ●的車站所有列車停靠，○的車站有一部分列車停靠，｜的車站所有列車通過
- 軌道（全線單線） … ◇、∧：可列車交會，｜：不可列車交會
- 所有車站都位於岡山縣內

| 中文站名 | 日文站名 | 英文站名 | 站間營業距離 | 累計營業距離 | 快速 | 接續路線 | 軌道 | 所在地          |
| -------- | -------- | -------- | ------------ | ------------ | ---- | --- | ---- | --------------- |
| 岡山     |          |          | -            | 0.0          | ●    | 西日本旅客鐵道： 山陽新幹線、 山陽本線、 赤穗線、 伯備線、 宇野線（宇野港線、 瀨戶大橋線）、 吉備線（桃太郎線） 岡山電氣軌道：東山本線 …岡山站前 | ◇    | 岡山市 北區     |
| 法界院   |          |          | 2.3          | 2.3          | ●    | | ◇    | 岡山市 北區     |
| 備前原   |          |          | 2.8          | 5.1          | ｜   | | ｜   | 岡山市 北區     |
| 玉柏     |          |          | 2.4          | 7.5          | ｜   | | ◇    | 岡山市 北區     |
| 牧山     |          |          | 3.9          | 11.4         | ｜   | | ◇    | 岡山市 北區     |
| 野野口   |          |          | 5.3          | 16.7         | ○    | | ◇    | 岡山市 北區     |
| 金川     |          |          | 3.0          | 19.7         | ●    | | ◇    | 岡山市 北區     |
| 建部     |          |          | 7.3          | 27.0         | ○    | | ◇    | 岡山市 北區     |
| 福渡     |          |          | 3.3          | 30.3         | ●    | | ◇    | 岡山市 北區     |
| 神目     |          |          | 6.2          | 36.5         | ○    | | ｜   | 久米郡 久米南町 |
| 弓削     |          |          | 4.0          | 40.5         | ●    | | ◇    | 久米郡 久米南町 |
| 誕生寺   |          |          | 3.0          | 43.5         | ○    | | ｜   | 久米郡 久米南町 |
| 小原     |          |          | 2.0          | 45.5         | ○    | | ｜   | 久米郡 美咲町   |
| 龜甲     |          |          | 3.6          | 49.1         | ●    | | ◇    | 久米郡 美咲町   |
| 佐良山   |          |          | 4.3          | 53.4         | ○    | | ｜   | 津山市          |
| 津山口   |          |          | 3.4          | 56.8         | ○    | | ｜   | 津山市          |
| 津山     |          |          | 1.9          | 58.7         | ●    | 西日本旅客鐵道： 姬新線、 因美線 | ∧    | 津山市          |

1. 1 2  赤穗線的正式終點是山陽本線東岡山站，伯備線的正式起點是山陽本線倉敷站，旅客列車兩線都直通至岡山站
2. ↑  因美線的正式終點是姬新線東津山站，列車直通至津山站

### 廢站
（）內是岡山站起計的營業距離。
- 岡山荷扱所（舊、岡山市站）：1944年廢除、岡山站－法界院站間（0.5公里）
- 博覽會場前臨時停留場：1928年廢除、岡山站－法界院間（約1.2公里）
- 法界院臨時停車場：1908年廢除、岡山站－法界院站間（約3.2公里）
- 南臨時乘降場：1934年廢除、建部站－福渡站間（29.3公里）
- 北臨時乘降場：1934年廢除、建部站－福渡站間（29.8公里）
- 高尾臨時停留場：1937年廢除、佐良山站附近（53.3公里）

## 關連項目
- 柴聯車
- 津山線
- 中鐵巴士（日语：中鉄バス）